# Aiolopus
Az Aiolopus a sáskafélék rendszertani családjának egyik neme. Az ide tartozó fajok Eurázsiában és Afrikában élnek.

## Fajok
A genusba 44 faj tartozik. Magyarországon a tengerzöld sáska és a védett déli áttelelősáska képviseli.
1. Aiolopus carinatus (Bei-Bienko, 1966)
2. Aiolopus longicornis Sjöstedt, 1909
3. Aiolopus markamensis Yin, X., 1984
4. Aiolopus meruensis Sjöstedt, 1909
5. Aiolopus morulimarginis Zheng & Sun, 2008
6. Aiolopus nigritibis Zheng, Z. & S. Wei, 2000
7. Aiolopus obariensis Usmani, 2008
8. Aiolopus oxianus Uvarov, 1926
9. Aiolopus puissanti Defaut, 2005
10. Aiolopus simulatrix (Walker, 1870)
11. Aiolopus strepens (Latreille, 1804) – déli áttelelősáska
12. Aiolopus thalassinus (Fabricius, 1781) – tengerzöld sáska (típusfaj)

## Fordítás
- Ez a szócikk részben vagy egészben  az   Aiolopus című angol Wikipédia-szócikk ezen változatának fordításán alapul.  Az eredeti cikk szerkesztőit annak laptörténete sorolja fel. Ez a jelzés csupán a megfogalmazás eredetét és a szerzői jogokat jelzi, nem szolgál a cikkben szereplő információk forrásmegjelöléseként.